# El Milagro (documental)
El Milagro es un documental de 2011 dirigido por Salomón Shang.

## Dirección y realización
La historia llegó a Salomón Shang mientras preparaba su anterior documental: “Alguien nos habló de una ciudad cerca de Perú en la que miles de personas viven de lo que encuentran en un vertedero. Y pese a que esto, por desgracia no es ninguna novedad, no pudimos sacarnos de la cabeza a esos niños a los que no les espera ningún futuro mejor. Meses después formamos un equipo de producción y comenzó El Milagro”. Una vez allí, fueron impactados por la situación en la que vivían niños como Diego, obligados a trabajar para sobrevivir.

## Sinopsis
“El Milagro” retrata cómo miles de personas viven en un asentamiento formado alrededor de un vertedero en Trujillo (Perú), un día a día sin agua ni electricidad y en condiciones de extrema pobreza. El documental hace especial hincapié en los niños que son explotados a diario, obligados a trabajar en el vertedero en precarias condiciones y poniendo continuamente en riesgo su salud.

## Premios
“El Milagro” ganó el premio al mejor documental en el Festival de Cine Independiente de Oregón de 2013.